# Агамбен, Джорджо
Джорджо Ага́мбен (итал. Giorgio Agamben; род. 22 апреля 1942, Рим) — итальянский философ, преподаёт в Венецианском университете и в Collège international de philosophie в Париже.

## Биография
Окончил юридический факультет Римского университета La Sapienza. Научные интересы постепенно сместились с юриспруденции к философии. В 1964 году сыграл роль апостола Филиппа в фильме Паоло Пазолини «Евангелие от Матфея», дружил с Эльзой Моранте, Альберто Моравиа, Ингеборг Бахман. Занимался переводами с испанского (Сан Хуан де ла Крус) и французского (Альфред Жарри, сюрреалисты) языков. Диссертация Агамбена была посвящена Симоне Вайль.
Участвовал в двух семинарах Мартина Хайдеггера, в 1966 и 1968 годах. Работая в Париже, часто встречался с Пьером Клоссовским, Итало Кальвино. В 1974—1975 годах проходил стажировку в Институте Варбурга у Фрэнсис Йейтс. Влияние Хайдеггера в дальнейшем было уравновешено воздействием марксизма и Вальтера Беньямина, труды которого Агамбен публиковал в Италии. Среди других мыслителей, повлиявших на Агамбена, — Якоб Таубес, его труды об эсхатологическом времени и мессианизме в культуре Запада.
Книга «Грядущее сообщество» («La Comunita che viene»; 1990) сравнивалась с известным либеральным манифестом Фрэнсиса Фукуямы «Конец истории» как левая ему альтернатива.
Преподавал в США, Франции, Германии.

## Философия
Агамбен опирается на идеи Мартина Хайдеггера, Вальтера Беньямина, Жака Деррида, Мишеля Фуко, Ханны Арендт, Карла Шмитта. Философия Агамбена вписывается в современную тенденцию поворота к «политическому». Его ранние работы были посвящены исследованиям в области языка, эстетики и метафизики на основе идей Хайдеггера и Жоржа Батая. Наиболее известны этико-политические работы 1990-х и 2000-х годов, в которых Агамбен описывает политическое пространство модерна в мрачных и даже апокалиптических тонах. Агамбеновская радикальная критика самодовольства западных стран стала актуальной после изменений в политике США и европейских стран в XXI веке, ставших ответом на террористические атаки 11 сентября 2001 года.

### Homo Sacer
В программной работе «Homo Sacer. Суверенная власть и голая жизнь» (1995) Агамбен делает следующие выводы:
Во-первых, политические отношения основаны на отвержении или исключении, неразличении внешнего и внутреннего, исключения и включения, что выражается в виде чрезвычайного положения.
Во-вторых, главное действие суверенной власти — производство «голой жизни» (nuda vita) как первичного политического элемента и границы, барьера между природой и культурой.
В-третьих, концлагерь (а не город) есть в настоящее время биополитическая парадигма западного мира. По Агамбену, первый тезис подрывает договорные теории происхождения государства; согласно второму тезису, политика Запада всегда была биополитикой, что означает невозможность фундировать политические свободы в правах гражданина; третий тезис ставит под сомнение модели гуманитарных наук, социологии, урбанистики, архитектуры, которые изучают городское пространство, поскольку в его центре располагается «голая жизнь».
Агамбен радикально трактует шмиттовские понятия суверенитета и государства, используя идеи Вальтера Беньямина, который, как и Ханна Арендт, оппонировал Карлу Шмитту. Отталкиваясь от анализа Шмитта, Агамбен описывает современные либеральные демократии как воплощение шмиттовского авторитарного суверенного государства. Шмиттовско-гоббсовский образ государства как «смертного Бога» есть существующая реальность государства модерна, а не просто относится к прошлому «золотому веку» или будущему. Одним из проявлений авторитаризма является тенденция западных государств использовать «чрезвычайное» (исключительное) положение. При чрезвычайном положении (которое вводится как ответ на терроризм или войну) законные правила и процедуры отменяются и заменяются исполнительной властью, причём эта отмена зафиксирована в самом законе — конституции. Произвольное суверенное решение Шмитта и есть основа либеральных демократий, несмотря на их официальный плюрализм, парламентаризм и конституционность.

#### Чрезвычайное положение
Агамбен реконструирует генеалогию доктрины чрезвычайного положения, восходящей к временам Римской республики. Правовые положения, согласно которым римский диктатор мог иметь неограниченные полномочия во время войны или внутренней смуты, сохраняются в разнообразных современных конституциях. Верховенство права или законные процедуры имеют ограниченное применение: они действуют только тогда, когда в государстве нет чрезвычайной ситуации и его существование не оказывается под угрозой. В центре конституционной законности «прячется» абсолютный суверен, который контролирует применение или отказ от применения нормы права. Парламентская демократия — лишь маска Левиафана, а «чрезвычайное положение» не является простой ошибкой в функционировании демократического государства.
Реконструкция Агамбена показывает эволюцию чрезвычайного правления, применение которого распространялось и превращало исключение в правило. Например, нацистский режим после захвата власти не отменил конституцию Веймарской республики, а объявил чрезвычайное положение, которое затем продлевалось до 1945 года. Франция и Британия, противники Германии, постоянно расширяли применение чрезвычайного положения. В XXI веке ответ демократических государств (в первую очередь США, Британии и Австралии) на теракты 11 сентября иллюстрирует и подтверждает концепцию Агамбена: «чрезвычайное положение» фактически было введено, хотя и неявным образом. Ряд законов ограничил права и свободы и усилил надзор за гражданами и иностранцами, а применение правовых процедур и международных договоров к допросам, арестам и тюремным заключениям было на практике аннулировано действиями исполнительной власти. Помимо прочего, чрезвычайное положение в рамках «войны с террором» было принято на весь срок «войны», то есть на неопределенный период времени. Таким образом, реализуется тезис Беньямина о чрезвычайном положении, превратившимся в правило.
Агамбен ещё в написанных до 11 сентября работах утверждает, что «чрезвычайное положение» относится не только к временному упразднению права, но и к пространственному отрезанию определённой территории государства. Свежими примерами являются тюрьмы Абу-Грэйб или Гуантанамо, в которых игнорируются права заключённых, поскольку они не подпадают ни под Женевскую конвенцию, ни под уголовное американское законодательство. Аналогичное «пространственное исключение» происходит в случае «чрезвычайной выдачи»: переводе заключённых в места, где допустимы применение пыток и другие нарушения прав. Согласно Агамбену, современные примеры иллюстрируют долгую историю концлагерей, возникших задолго до Холокоста: лагерей для индейцев в 1830-е годы в США или концлагерей, созданных Британией во времена второй англо-бурской войны. Лагерь для Агамбена есть пространство исключения; философ опирается на проведенный Ханной Арендт анализ концлагеря тоталитарного режима, внутри которого «все возможно». Анализируя тоталитаризм, Арендт отмечала, что международные конвенции ничем не могли помочь евреям, которые, как и другие «внегосударственные» и «денатурализованные» меньшинства, подверглись репрессиям, а затем просто уничтожались. По Агамбену, лагерь есть самое наглядное подтверждение пустоты «естественных и всеобщих» прав человека, которые гарантируются только международным правом, а не законом и практикой конкретных государств.

#### Понятие «Homo Sacer»
Понятия чрезвычайного положения и лагеря связаны для Агамбена с историческими условиями, в которых находятся западные страны после 11 сентября. Следуя Хайдеггеру, философ пытается онтологизировать случайные исторические свойства политического порядка, рассматривая их как «первичные» и эпохальные черты. Авторитаризм чрезвычайного положения имеет непосредственное отношение к происхождению национального государства. Ему внутренне присущи неустойчивость и потребность в неизбежной ситуации произвольного решения (а значит, и насилия), а не силы закона. Такая ситуация связана с двусмысленным и парадоксальным статусом подданных государства, который Агамбен определяет как homo sacer, «сакральный человек» в римском праве. В Древнем Риме это был человек, осужденный народом за преступление; его можно было убить, но не принести в жертву в ходе ритуала. Homo sacer есть основная форма политического существования современного человека. Данное амбивалентное понятие есть ключ к пониманию суверенного национального государства, которое забирает человеческую жизнь из области сакрального (божественного) и одновременно основывает свою деятельность на произвольном решении и насилии. Агамбен пишет:
Областью суверенного решения следует считать ту, в которой можно совершить убийство, не совершая при этом преступления, но и не осуществляя жертвоприношения; тем самым vita sacra, т.е. жизнь, которую можно отобрать, просто убив, но которую нельзя принести в жертву, принадлежит именно к этой сфере.
Понятие homo sacer описывает основное отношение между биологическим фактом человеческой жизни и суверенной властью как основной формой организации политического. Граждане государства есть «голая жизнь» — другое ключевое понятие Агамбена. Производство голой жизни есть первичное проявление властного суверенитета. С Аристотеля политическая теория представляла политическую деятельность как продолжение физического существования человека, однако примерно с XVIII века объект власти меняется: им становится «голая жизнь» как обычное биологическое существование человека. Биополитика, появление которой Мишель Фуко связывал с распространением в Новое время дисциплинарных стратегий и техник надзора, расизм и геноцид понимаются как нечто, существовавшее изначально. Согласно Агамбену,
...биополитика по меньшей мере такая же древняя, как и ситуация суверенного исключения. Таким образом, помещая биологическую жизнь в центр своих расчетов, современное государство всего лишь проливает свет на тайные узы, соединяющие голую жизнь и власть...
В отличие от онтологического, склонного к авторитаризму пессимизма Хайдеггера, эсхатология Агамбена соотносится с антикапитализмом и анархизмом. По Агамбену, постоянное расширение капитализма в мировом масштабе приведёт к созданию «грядущего сообщества» (отсылка к работам Жан-Люка Нанси и Филиппа Лаку-Лабарта), важную роль в этом процессе играет усиление «общества спектакля» (концепция Ги Дебора), в котором медийные образы и сообщения становятся важнее, чем реальный мир. Ярче всего тенденции можно увидеть в рекламе и порнографии. Соглашаясь с гегелевским и марксистским «отчуждением» человека, Агамбен видит возможности освободительных изменений как для индивидов, так и для сообщества в целом. Используя предложенное Арендт различение между поэзисом и праксисом (деланием и политическим действием), Агамбен критикует инструментальную политику «целей и средств». Тем не менее, альтернативы «обществу концлагеря» в его описании выглядят довольно туманными и загадочными: он пишет о «сообществе без предпосылок и без субъектов», об «общении, в котором уже нет несообщаемого» и выступает за политику «средств без целей», политику «чистой медиальности».

#### Свидетель
Дальнейшую разработку темы Освенцима Агамбен даёт в третьем томе проекта «Homo Sacer» — «Что остаётся после Освенцима: архив и свидетель» (1998).
Агамбен обращается к мемуарам выживших в нацистских концентрационных лагерях. Его главный источник — воспоминания Примо Леви. Философ обращается к фигуре свидетеля. О необходимости засвидетельствовать как о том, что давало им силы продолжать бороться за выживание, говорят некоторые из свидетелей. Освенцим оказывается тем предельным событием, которое проблематизирует фигуру свидетеля, понуждая его свидетельствовать о несвидетельствуемом:
Факты, настолько реальные, что по сравнению с ними ничто другое уже не реально; реальность, неизбежно большая, чем сумма ее фактических элементов, — такова апория Освенцима.
Следуя за Леви, Агамбен наблюдает постоянно сопутствующую акту свидетельства лакуну. Это несвидетельствуемое — опыт погибших в лагере, достигших дна, предела истощения, опыт тех, кого на лагерном сленге называли «мусульманами». Свидетель наблюдает сведённого к состоянию голой жизни человека и «свидетельствует» о нём, осуществляет речевой акт, высказывающийся о невыразимом и недоступном ему опыте. Он не может свидетельствовать об этом опыте в собственном смысле слова — опыт ему не принадлежит. Но, имея дело чужим опытом медленного умирания от истощения, свидетельствовать о котором принципиально не представляется возможным, свидетель не может также и молчать.
Здесь же Агамбен вводит различение права и этики, обращая внимание на то, что этические категории вины, ответственности, невиновности и оправдания заражены правом. Отношение Агамбена к праву — критическое. Право, по Агамбену, сводится даже не к актуализации чувства мести, но к производству суждения. Юридический приговор всякий раз подменяет собой факт. Этика подвигает свидетеля ревитализировать фигуру другого. Свидетель разрывается между правом и этикой (предоставлением словом другому). В качестве собственно свидетеля он выполняет чисто этическую функцию — даёт голос тем, кто не может сказать.

### Профанация
Особенный смысл и значимость у Агамбена обретает термин «профанация». Обращаясь к значению этого термина в римском праве, Агамбен понимает профанацию как процедуру возвращения вещи из регистра сакрального в сферу человеческого пользования. Изначально демонстрирует эту операцию в связи с задачей критики потребления в эссе «Похвала профанации» сборника «Профанации» (2005).
Начинает Агамбен с религии, которая определяется как «то, что изымает вещи, места, животных или людей из общего пользования и переносит их в некую обособленную сферу» Агамбен приводит собственную этимологию слова «религия», согласно которой это слово происходит не от «religare» («связывать»), а напротив, от «relegere» — пересобирать, перечитывать, «что указывает на скрупулёзность и внимание, которые должны характеризовать отношения с богами <…> Religio это не то, что объединяет людей и богов, но то, что охраняет различия между ними». В этом смысле религия — предельный пример и исходный случай диспозитива.
Оппозиция профанного и сакрального, закреплённая в римском праве, касалась дел религии и, в частности, жертвоприношения. Освящать («sacrare») вещи — значило изымать вещи из человеческого и передавать их в собственность богов, тогда как профанировать, напротив, значило возвращать их в пользование людей. В ритуале жертвоприношения сакральной была жертва. Части жертвенного животного (кишки и другие внутренние органы) передавались богам, оставшееся же могло было вновь возвращено людям. Для этого было достаточно прикосновения.
Христианство осложнило жертвоприношение тем, что в сам Бог вовлекался в качестве жертвы. Это обусловило то внимание, с которым Церковь и богословы подходили к отношению сакрального и профанного: их смешение «угрожало парализовать христианскую машину жертвоприношения». Эта же христианская перепутанность сакрального и профанного в таинстве евхаристии, стала впоследствии матрицей нового типа диспозитива. В христианстве «религиозная машина вроде бы достигла предельной точки или зоны неразрешимости, где божественная сфера всегда в состоянии крушения в сферу человеческую, и человек уже навсегда проник в божественное».
Далее Агамбен переходит к профанации отношения потребления. Он отсылает к XIII веку, когда Римская курия в ходе конфликта с Орденом францисканцев установила канон о потреблении как невозможности пользования. Францисканцы (им посвящена книга Агамбена «Высочайшая бедность») утверждали возможность фактического пользования, изъятого из сферы права. Агамбен цитирует буллу «Ad contitorem canonum» папы Иоанна XXII, в которой последний, оспаривая притязания францисканцев, пишет, что потребление «всегда уже в прошлом или в будущем…только в воспоминании или в ожидании».
Чистое пользование тем, что никогда нельзя иметь, то есть именно таким отношением, в котором профанируется собственность. Пользование указывает на сущность собственности ― диспозитива, который превращает свободное пользование в обособленную область права. Продолжая эту мысль, в «Что такое диспозитив?» Агамбен пишет, что профанация является анти-диспозитивом, который возвращает в общее пользование изъятое и разделенное в результате жертвоприношения.
В том же, что касается современного диспозитива капитализма, Агамбен опирается на эссе Беньямина «Капитализм как религия». Согласно Агамбену, капитализм, как это прежде делала религия, сакрализирует и изымает из пользования вещи — рассуждение в общем следующее за Марксом и его товарным фетишизмом Маркса. В своей современной фазе капитализм идёт дальше: «сейчас всё, что действовало, производило и переживало — даже человеческое тело, даже сексуальность, даже язык — отделяется от самого себя» и переносятся в отдельную область потребления, в которой исчезает субстанциальное деление и где невозможно пользование. Механизм отчуждения обретает такую тотальность, что всякое разделение между сакральным и профанным стирается.
Агамбен предлагает стратегию обратного изъятия сакрализированных вещей из капиталистического культа, из статуса потребляемого товара, в статус вновь вещей. Профанация осуществляет дезактивацию диспозитива собственности, превращение сцепленного с ним экономического отношения потребления в отношение пользования. Негативное понятие профанного у Агамбена обретает положительный смысл. Профанация становится инструментом дезактивации диспозитива. Но здесь же Агамбен замечает гибкость капитализма, его тенденцию усваивать попытки своей профанации:
В своей экстремальной фазе капитализм есть не что иное, как один гигантский диспозитив для захвата чистых средств, то есть профанирующего поведения.
Профанация, таким образом, представляется непрерывно возобновляемым процессом десакрализации потребления. В качестве примера профанации Агамбен приводит игру. Ссылаясь Бенвениста, он показывает, как игра изымает вещи из сакрального: или отбрасывая миф и сохраняя ритуал (как это делает хоровод, бывший вначале брачным ритуалом), или, как в словесной игре, освобождая миф от ритуала. «Дети, играющие со всяким старьём, оказавшимся под рукой, превращают в игрушку и то, что относится к сфере экономики, войны, права и другой деятельности, каковую мы привыкли считать серьёзной». И качество отношения, которое приобретает вещь, изъятая из сакрального, отлично от простого и утилитарного её потребления. Профанация «не означает беспечность…но некое новое измерение использования, которое дети и философы передают человечеству». В этом контексте то, как капитализм зрелищ отделяет от человека и игру (Агамбен приводит пример телеигры), может служить иллюстрацией того захвата чистых средств, которым характеризуется диспозитив современности. Агамбен считает, что «возвратить игру к её сугубо профанному призванию является политической задачей».

### Диспозитив
Агамбеновская трактовка понятия «диспозитив», заимствуемого им у Мишеля Фуко, эксплицирована в эссе «Что такое диспозитив» сборника «Что такое современность?» (2008). Буквальный перевод термина «диспозитив» с французского — расположение. Диспозитив — это и есть определение, в самом общем смысле слова, совокупность оперативных понятий и отношений этих понятий друг к другу, всё то, о чём и как в данную эпоху говорят и о чём умалчивают.
Агамбен последовательно излагает историю понятия в статье «Что такое диспозитив?». Вначале он приводит обширную цитату из интервью Фуко 1977 года, в котором находит его наилучшим лучшим образом артикулированную попытку объяснить понятие диспозитива. Кратко резюмируя слова Фуко, Агамбен определяет диспозитив следующим образом. Во-первых, это гетерогенная совокупность, сеть из разных элементов, состоящая из языкового и неязыкового. Диспозитив включает, к примеру, дискурсы, институты, здания, нормы, высказывания и т. д. Во-вторых, диспозитив характеризуется стратегией и включенностью в отношения власти. В-третьих, диспозитив производится на пересечении власти и знания.
Далее Агамбен отслеживает генеалогию термина в философии Фуко и широком историческом контексте. Ранний Фуко на месте слова диспозитив употреблял термин «позитивность». Его Агамбен находит у Жана Ипполита во «Введении в философию Гегеля». Термин «позитивность» появляется в третьей главе «Разум и история. Идеи позитивности и судьбы». По Ипполиту, судьба и позитивность — два основных аспекта гегелевского мышления. В этой главе он демонстрирует их в связи с гегелевской дихотомией «естественной» и «позитивной» религии. Естественная религия у Гегеля — непосредственное и общее отношение человеческого разума к божественному. Напротив, позитивная, или историческая религия включает в себя комплекс верований, правил и обрядов, которые в определённом обществе и в определённый момент истории были предпосланы людям извне. Согласно Агамбену, Ипполит выявляет, что дихотомия природы и позитивности соответствует «диалектике свободы и принуждения, разума и истории».
Позитивность, с одной стороны, для Гегеля противостоит свободе и осуждается. С другой стороны, в итоге она согласовывается с разумом, который преодолевает абстракцию и начинает соответствовать «богатству жизни». Гегель, несмотря на эксплицированное возвращение духовности в философию — в понятии абсолютного духа, отыскивал этот дух в поле рациональности, в разуме, который, последовательно, исторически актуализируясь, к этому духу восходит. В отличие от Гегеля, конечной целью Фуко не является примирение двух элементов.
Греческое слово «экономика» в узком смысле означает управление домом (oikos), в широком смысле — управление вообще. Во II—IV веках христианской истории Отцы Церкви вводят термин экономика для толкования догмата о Троице и отвлечения от христианства обвинений в политеизме. Главный аргумент, вводящий в богословие экономику, заключался в следующем: «По своему бытию и сущности Бог, безусловно, один; но в том, что касается Его экономики, то есть способа, которым Он администрирует Свой дом, Свою жизнь и мир, который создал, Он, напротив, троичен. Как добрый отец может доверить своему сыну выполнение определённых заданий и функций, не теряя при этом своей власти и своего единства, так и Бог вверяет Христу „экономию“, администрацию и управление историей людей». Агамбен обобщает это богословское установление так: «Термин „экономия“ специализируется, чтобы отныне обозначать воплощение Сына — экономику искупления и спасения <…> Экономика становится диспозитивом, посредством которого тринитарный догмат, так же, как и идея промыслительного божественного правления миром вводятся в христианское вероучение».

## Заявления про COVID-19
16 февраля 2020 года Агамбен опубликовал статью в Il Manifesto, в которой негативно оценил предпринятые государством меры против пандемии COVID-19, рассмотрев их в русле своей концепции чрезвычайного положения. Заявления Агамбена были раскритикованы Сержио Бенвенуто, Роберто Эспозито, Дивией Двиведи, Шаджем Моханом, Жаном-Люком Нанси и другими.

## Признание
Как отмечалось в Philosophy in Review: "Джорджо Агамбен, пожалуй, один из самых важных философов и литературных критиков, пишущих сегодня в Италии».
- Европейская премия Шарля Вейонна за эссеистику (2006 год, см.:).

## Комментарии
1. ↑  Агамбен редактировал полное итальянское собрание сочинений Беньямина (1979—1994).

### Сочинения
Список публикаций
- «Человек без содержания» (1970)
- «Станцы. Слово и призрак в европейской культуре» (1977)
- «Детство и история. Распад опыта и происхождение истории» (1978)
- «Язык и смерть» (1982)
- «Идея прозы» (1985)
- «Грядущее сообщество» (La Comunita che viene, 1990)
- «Бартлеби: формула создания» (1993; в соавторстве с Жилем Делёзом)
- «Homo Sacer. Суверенная власть и голая жизнь» (I том; 1995) — отрывок, отзыв
- «Итальянские категории» (1996)
- «Средства без цели» (1996)
- «Образ и память» (1998, на франц. яз.)
- «Homo Sacer. Что остается после Освенцимa: архив и свидетель» (III том; 1998)
- «Оставшееся время: Комментарий к Посланию к Римлянам» (2000)
- «Открытое. Человек и животное» (2002)
- «Homo Sacer. Чрезвычайное положение» (II том; Stato di eccezione, 2003) рецензия
- «Тень любви» (2003, на франц. яз.)
- «Профанации» (2005)
- «Возможность мысли» (2005)
- «Царство и слава» (2007)
- «Друг» (2007)
- «Нимфы» (2007)
- «Что такое современность?» (2008)
- «Signatura rerum. О методе» (2008)
- «Nudità» (2009)
- «Homo Sacer: Altissima povertà. Regole monastiche e forma di vita» (2011, IV том Homo Sacer)
- «Автопортрет в кабинете» (2017)

### Публикации на русском языке
- Агамбен, Дж. Перевод лекции, прочитанной на «Шестой международной видеонеделе» в Женеве в ноябре 1995 года и посвященной кинематографу Ги Дебора.
- Агамбен, Дж. Станцы. Слово и фантазм в культуре Запада / Пер. с итал. Б. В. Дубина // Искусство кино. — 1998. — № 11. — С. 141—155.
- Агамбен Дж. Грядущее сообщество // Художественный журнал. — № 12.
- Агамбен Дж. Движение / Пер. с англ. Д. Кая  (multitudes-magazine, 5 march 2005)
- Агамбен Дж. Свидетель / Пер. с итал. Б. Дубина // Синий диван. — 2004. — Выпуск IV. — C. 177—204.
- Агамбен Дж. Политизация смерти (из книги «Homo sacer») / Пер. с итал. С. Козлова // Новое литературное обозрение. — 2000. — № 44.
- Агамбен Дж. Скрытый подтекст тезисов Беньямина «О понятии истории» (из книги «Оставшееся время: Комментарий к „Посланию к римлянам“») / Пер. с итал. С. Козлова // Новое литературное обозрение. — 2000. — № 46.
- Агамбен Дж. Apostolos (из книги «Оставшееся время: Комментарий к „Посланию к римлянам“») / Пер. с итал. С. Козлова // Новое литературное обозрение. — 2000. — № 46.
- Агамбен Дж. От сказки к истории. Размышления о сценографии Рождества
- Агамбен Дж. Мы, беженцы (недоступная ссылка)  (недоступная ссылка с 21-05-2013 [4439 дней]) / Пер. с англ. В. Ищенко // CONTR.INFO.
- Агамбен Дж. Движение (недоступная ссылка)  (недоступная ссылка с 21-05-2013 [4439 дней]) / Пер. с англ. Дм. Кая // CONTR.INFO.
- Агамбен Дж. Искусство, без-деятельность, политика (PDF) // Социологическое обозрение. — 2007, том 6. — № 1. — С. 41-46.
- Агамбен Дж. Открытость. Человек и животное / Пер. с итал. Д. Новикова // Синий диван. — 2007. — № 10-11. — C. 29-46.
- Агамбен Дж. Почему светская власть узурпирует бездеятельность и требует себе славу — 2007.
- Что остается от Аушвица. Архив и свидетельство (реферат)// Отечественные записки, 2008, № 43 (4), с.58-68 ()
- Агамбен Дж. Грядущее сообщество. — М.: Три квадрата, 2008. — 144 с. ISBN 5-94607-107-6
- Агамбен, Джорджо. Homo sacer. Суверенная власть и голая жизнь. — М.: «Европа», 2011. — 256 с. — ISBN 978-5-9739-0202-5.
- Homo sacer. Чрезвычайное положение. М.: Изд-во «Европа», 2011
- Homo sacer. Что остается после Освенцима: архив и свидетель. М.: Изд-во «Европа», 2012
- Агамбен Дж. Что современно? — К.: Дух і літера, 2012
- Агамбен Дж. Открытое. М.: РГГУ, 2012
- Если государство рассекает твое тело. Две колонки из газеты Ла Репубблика.
- Агамбен Дж. Что такое повелевать? / Пер. с итал. Б. Скуратова. М.: Grundrisse, 2013
- Агамбен Дж. Профанации / Пер. с итал. К. Токмачёва под ред. Б. Скуратова. М.: Гилея, 2014
- Агамбен Дж. Пилат и Иисус / Пер. с итал. М. Лепиловой; послесл. А. Скидана. М.: Grundrisse, 2014
- Агамбен Дж. Нагота / Пер. с итал. и примеч. М. Лепиловой. М.: Grundrisse, 2014
- Заметки о жесте (глава из книги «Средства без цели»).
- Агамбен Дж. Средства без цели: Заметки о политике / Пер. с итал. Э. Саттарова. М.: Гилея, 2015
- Агамбен Дж. Костёр и рассказ / Пер. с итал. и примеч. Э. Саттарова. М.: Grundrisse, 2015
- Агамбен Дж. Оставшееся время: Комментарий к Посланию к Римлянам. — М.: Новое литературное обозрение, 2018. — ISBN 978-5-4448-0740-8.
- Агамбен Дж. Царство и слава / пер. с ит. Д.С. Фарафоновой (гл. 1-8), Е.В. Смагиной (приложение); под науч. ред. Д. Е. Раскова, А. А. Погребняка, Д. С. Фарафоновой. — М.—СПб.: Изд-во Института Гайдара; Факультет свободных искусств и наук СПбГУ, 2019. — 552 с. — ISBN 978-5-93255-521-7.
- «Ковид-диссидентская» публицистика 2020—2021 годов // Центр политического анализа (переводы из колонки Агамбена в издательстве Quodlibet[итал.]).
- Агамбен Дж. Высочайшая бедность. Монашеские правила и форма жизни / Пер ситал. С. Ермаков. М.: Изд-во Ин-та Гайдара, 2020. ISBN 978-5-93255-571-2
- Агамбен Дж. Творение и анархия. Произведение в эпоху капиталистической религии / Пер. с итал. под ред. М. Лепиловой. М.: Гилея, 2021
- Агамбен Дж. Stasis. Гражданская война как политическая парадигма / Пер. с итал. С. Ермаков. М.: Изд-во: Владимир Даль, 2021. ISBN 978-5-93615-235-1
- Агамбен Дж. Opus Dei. Археология службы (Homo sacer, II, 5) / пер. с итал. С. Ермакова; под науч. ред. Д. Раскова, А. Погребняка (при участии Г. Лайуса). — М.—СПб.: Изд-во Института Гайдара; Факультет свободных искусств и наук СПбГУ, 2022. — 280 с. — ISBN 978-5-93255-584-2.